# Premiership Rugby 2024-2025
Premiership Rugby 2024-25 fu il 38º campionato nazionale inglese di rugby a 15 di prima divisione.
Si tenne dal 20 settembre 2024 al 14 giugno 2025 tra 10 squadre, che si incontrarono nella stagione regolare a girone unico che designò le quattro contendenti ai play-off per il titolo finale.
Il torneo fu noto anche come Gallagher Premiership a seguito dell'accordo di naming astipulato con la compagnia statunitense d'assicurazioni e gestione finanziaria Arthur J. Gallagher.
Per il terzo anno consecutivo la squadra vincitrice del Championship 2023-24, l'Ealing Trailfinders, non ottenne la licenza a competere in Premiership in quanto l'impianto del club può ospitare 5000 spettatori a fronte degli almeno 10001 richiesti dalla Rugby Football Union.
La stagione regolare fu dominata da Bath che, battendo Bristol nel play-off, giunse alla sua seconda finale consecutiva, dove trovò Leicester, alla ricerca del suo dodicesimo titolo: fu invece Bath, dopo un digiuno di 29 stagioni, a conquistare il suo settimo titolo assoluto, primo dall'introduzione del professionismo nella disciplina, vincendo la gara di finale a Twickenham per 23-21.
Non si procedette altresì a retrocessioni perché l'Ealing Trailfinder, club londinese vincitore del Championship, non ottenne la licenza per disputare la Premiership 2025-26 in quanto dotato di impianto inferiore a 10001 posti a sedere; il Newcastle, ultimo in classifica, mantenne quindi il posto in prima divisione.
Il valore delle marcature, come stabilito da World Rugby nel 2017, è: 5 punti per ciascuna meta (7 se trasformata), 7 punti per la meta tecnica, 3 punti per la realizzazione di ciascun calcio piazzato, idem per il drop.

## Squadre partecipanti
| Club        | Sponsor                            | Città               | Impianto interno     |
| ----------- | ---------------------------------- | ------------------- | -------------------- |
| Bath        | Dyson (elettronica di consumo)     | Bath                | Recreation Ground    |
| Bristol     | Huboo (servizi logistici)          | Bristol             | Ashton Gate Stadium  |
| Exeter      | Sika (forniture per l'edilizia)    | Exeter              | Sandy Park           |
| Gloucester  | BiGDUG (accessori per magazzini)   | Gloucester          | Stadio di Kingsholm  |
| Harlequins  | DHL (logistica)                    | Londra              | The Stoop            |
| Leicester   | Topps Tiles (materiali edili)      | Leicester           | Welford Road Stadium |
| Newcastle   | Stelrad (caloriferi)               | Newcastle upon Tyne | Kingston Park        |
| Northampton | Cinch (rivenditore di auto online) | Northampton         | Franklin's Gardens   |
| Sale Sharks | Toshiba (elettronica di consumo)   | Sale                | Salford City Stadium |
| Saracens    | StoneX (servizi finanziari)        | Londra              | Barnet Copthall      |

## Stagione regolare

### Risultati
|            | 1ª giornata               |       |  |
| ---------- | ------------------------- | ----- |  |
| 20-9-2024  | Newcastle – Bristol       | 3-24  |  |
| 20-9-2024  | Bath – Northampton        | 38-16 |  |
| 21-9-2024  | Exeter – Leicester        | 14-17 |  |
| 21-9-2024  | Gloucester – Saracens     | 26-35 |  |
| 22-9-2024  | Sale Sharks – Harlequins  | 12-11 |  |
|            |                           |       |  |
|            | 4ª giornata               |       |  |
| 11-10-2024 | Sale Sharks – Newcastle   | 43-10 |  |
| 12-10-2024 | Exeter – Bristol          | 35-40 |  |
| 12-10-2024 | Gloucester – Bath         | 31-55 |  |
| 12-10-2024 | Leicester – Northampton   | 24-8  |  |
| 13-10-2024 | Harlequins – Saracens     | 17-10 |  |
|            |                           |       |  |
|            | 7ª giornata               |       |  |
| 29-11-2024 | Harlequins – Bristol      | 24-48 |  |
| 29-11-2024 | Newcastle – Saracens      | 17-12 |  |
| 30-11-2024 | Northampton – Gloucester  | 17-25 |  |
| 30-11-2024 | Bath – Exeter             | 19-15 |  |
| 1-12-2024  | Sale Sharks – Leicester   | 39-25 |  |
|            |                           |       |  |
|            | 10ª giornata              |       |  |
| 3-1-2025   | Newcastle – Harlequins    | 14-38 |  |
| 4-1-2025   | Gloucester – Sale Sharks  | 36-20 |  |
| 4-1-2025   | Leicester – Exeter        | 28-15 |  |
| 4-1-2025   | Saracens – Bristol        | 35-26 |  |
| 5-1-2025   | Northampton – Bath        | 35-34 |  |
|            |                           |       |  |
|            | 13ª giornata              |       |  |
| 28-3-2025  | Sale Sharks – Northampton | 27-24 |  |
| 29-3-2025  | Exeter – Newcastle        | 17-15 |  |
| 29-3-2025  | Bath – Harlequins         | 47-28 |  |
| 29-3-2025  | Gloucester – Bristol      | 53-28 |  |
| 30-3-2025  | Leicester – Saracens      | 22-29 |  |
|            |                           |       |  |
|            | 16ª giornata              |       |  |
| 9-5-2025   | Leicester – Sale Sharks   | 44-34 |  |
| 10-5-2025  | Saracens – Newcastle      | 75-28 |  |
| 10-5-2025  | Bristol – Bath            | 36-14 |  |
| 10-5-2025  | Harlequins – Gloucester   | 38-19 |  |
| 11-5-2025  | Exeter – Northampton      | 42-14 |  |

|            | 2ª giornata               |         |  |
| ---------- | ------------------------- | ------- |  |
| 27-9-2024  | Bristol – Gloucester      | 41-44   |  |
| 28-9-2024  | Harlequins – Newcastle    | 28-14   |  |
| 28-9-2024  | Saracens – Sale Sharks    | 45-26   |  |
| 28-9-2024  | Northampton – Exeter      | 30-24   |  |
| 29-9-2024  | Leicester – Bath          | 15-20   |  |
|            |                           |         |  |
|            | 5ª giornata               |         |  |
| 18-10-2024 | Newcastle – Exeter        | 24-18   |  |
| 18-10-2024 | Northampton – Sale Sharks | 47-17   |  |
| 19-10-2024 | Bristol – Saracens        | 35-37   |  |
| 19-10-2024 | Harlequins – Bath         | 24-26   |  |
| 20-10-2024 | Leicester – Gloucester    | 29-26   |  |
|            |                           |         |  |
|            | 8ª giornata               |         |  |
| 20-12-2024 | Gloucester – Harlequins   | 14 - 0  |  |
| 21-12-2024 | Leicester – Bristol       | 24 - 54 |  |
| 21-12-2024 | Newcastle – Bath          | 15 - 40 |  |
| 21-12-2024 | Sale Sharks – Exeter      | 28 - 10 |  |
| 22-12-2024 | Saracens – Northampton    | 39 - 24 |  |
|            |                           |         |  |
|            | 11ª giornata              |         |  |
| 24-1-2025  | Harlequins – Northampton  | 22-19   |  |
| 25-1-2025  | Gloucester – Leicester    | 38-31   |  |
| 25-1-2025  | Exeter – Saracens         | 31-22   |  |
| 26-1-2025  | Sale Sharks – Bath        | 23-32   |  |
| 26-1-2025  | Bristol – Newcastle       | 55-35   |  |
|            |                           |         |  |
|            | 14ª giornata              |         |  |
| 18-4-2025  | Newcastle – Northampton   | 34-35   |  |
| 19-4-2025  | Exeter – Bath             | 24-26   |  |
| 19-4-2025  | Harlequins – Sale Sharks  | 29-43   |  |
| 19-4-2025  | Saracens – Gloucester     | 36-14   |  |
| 20-4-2025  | Bristol – Leicester       | 19-36   |  |
|            |                           |         |  |
|            | 17ª giornata              |         |  |
| 16-5-2025  | Sale Sharks – Bristol     | 41-27   |  |
| 16-5-2025  | Newcastle – Gloucester    | 12-26   |  |
| 17-5-2025  | Northampton – Saracens    | 28-24   |  |
| 17-5-2025  | Bath – Leicester          | 43-15   |  |
| 18-5-2025  | Harlequins – Exeter       | 24-22   |  |

|            | 3ª giornata              |         |  |
| ---------- | ------------------------ | ------- |  |
| 4-10-2024  | Northampton – Harlequins | 33-29   |  |
| 4-10-2024  | Sale Sharks – Gloucester | 31-27   |  |
| 5-10-2024  | Bath – Bristol           | 26-36   |  |
| 5-10-2024  | Newcastle – Leicester    | 10-42   |  |
| 6-10-2024  | Saracens – Exeter        | 29-14   |  |
|            |                          |         |  |
|            | 6ª giornata              |         |  |
| 25-10-2024 | Bristol – Northampton    | 31-23   |  |
| 26-10-2024 | Gloucester – Newcastle   | 36-7    |  |
| 26-10-2024 | Bath – Sale Sharks       | 40-13   |  |
| 26-10-2024 | Saracens – Leicester     | 29-32   |  |
| 27-10-2024 | Exeter – Harlequins      | 19-36   |  |
|            |                          |         |  |
|            | 9ª giornata              |         |  |
| 27-12-2024 | Bristol – Sale Sharks    | 0 - 38  |  |
| 28-12-2024 | Bath – Saracens          | 68 - 10 |  |
| 28-12-2024 | Northampton – Newcastle  | 61 - 0  |  |
| 28-12-2024 | Harlequins – Leicester   | 34 - 34 |  |
| 29-12-2024 | Exeter – Gloucester      |         |  |
|            |                          |         |  |
|            | 12ª giornata             |         |  |
| 21-3-2025  | Northampton – Leicester  | 0-33    |  |
| 21-3-2025  | Newcastle – Sale Sharks  | 15-39   |  |
| 22-3-2025  | Saracens – Harlequins    | 12-23   |  |
| 22-3-2025  | Bristol – Exeter         | 52-38   |  |
| 23-3-2025  | Bath – Gloucester        | 42-26   |  |
|            |                          |         |  |
|            | 15ª giornata             |         |  |
| 25-4-2025  | Sale Sharks – Saracens   | 25-7    |  |
| 26-4-2025  | Bath – Newcastle         | 55-19   |  |
| 26-4-2025  | Leicester – Harlequins   | 40-7    |  |
| 26-4-2025  | Northampton – Bristol    | 48-31   |  |
| 27-4-2025  | Gloucester – Exeter      | 79-17   |  |
|            |                          |         |  |
|            | 18ª giornata             |         |  |
| 31-5-2025  | Exeter – Sale Sharks     | 26-30   |  |
| 31-5-2025  | Gloucester – Northampton | 41-26   |  |
| 31-5-2025  | Leicester – Newcastle    | 42-20   |  |
| 31-5-2025  | Bristol – Harlequins     | 52-26   |  |
| 31-5-2025  | Saracens – Bath          | 36-26   |  |

### Classifica
| Pos | Squadra     | G  | V  | N | P  | PF  | PS  | DP   | BMP | Pt |
| --- | ----------- | -- | -- | - | -- | --- | --- | ---- | --- | -- |
| 1   | Bath        | 18 | 14 | 0 | 4  | 651 | 417 | +234 | 16  | 72 |
| 2   | Leicester   | 18 | 11 | 1 | 6  | 533 | 439 | +94  | 15  | 61 |
| 3   | Sale Sharks | 18 | 12 | 0 | 6  | 529 | 455 | +74  | 10  | 58 |
| 4   | Bristol     | 18 | 10 | 0 | 8  | 635 | 580 | +55  | 18  | 58 |
| 5   | Gloucester  | 18 | 10 | 0 | 8  | 576 | 487 | +89  | 16  | 56 |
| 6   | Saracens    | 18 | 10 | 0 | 8  | 522 | 482 | +40  | 16  | 56 |
| 7   | Harlequins  | 18 | 8  | 1 | 9  | 438 | 478 | −40  | 14  | 48 |
| 8   | Northampton | 18 | 8  | 0 | 10 | 488 | 515 | −27  | 12  | 44 |
| 9   | Exeter      | 18 | 4  | 0 | 14 | 403 | 528 | −125 | 13  | 29 |
| 10  | Newcastle   | 18 | 2  | 0 | 16 | 292 | 686 | −394 | 5   | 13 |

## Play-off
|  | Semifinali | Semifinali  | Semifinali |           |      | Finale | Finale | Finale |  |
|  |            |             |            |           |      |        |        |        |  |
|  | 1          | Bath        | 34         |           |      |        |        |        |  |
|  | 1          | Bath        | 34         |           |      |        |        |        |  |
|  | 4          | Bristol     | 20         |           |      |        |        |        |  |
|  | 4          | Bristol     | 20         |           | Bath | Bath   | 23     |        |  |
|  |            |             |            |           | Bath | Bath   | 23     |        |  |
|  |            |             | Leicester  | Leicester | 21   |        |        |        |  |
|  | 2          | Leicester   | Leicester  | Leicester | 21   | 21     |        |        |  |
|  | 2          | Leicester   |            |           |      |        |        |        |  |
|  | 3          | Sale Sharks | 16         |           |      |        |        |        |  |

### Semifinali
| Arbitro: | C. Ridley (Gloucestershire) |

|                                                |      |                                  |
| T. Hill 41’ Cokanasiga 48’ Muir 54’ Ojomoh 59’ | mt   | 17’ Dun 73’ B. Janse v. Rensburg |
| Russell 41’, 48’, 54’, 59’                     | tr   | 17’ MacGinty 73’ H. Byrne        |
| Russell 22’, 37’                               | c.p. | 12’, 40’ MacGinty                |

| Arbitro: | Matthew Carley (Kent) |

|                            |      |                    |
| Radwan 20’, 28’ Perese 67’ | mt   | 57’ R. du Preez    |
|                            | tr   | 57’ Ford           |
| Pollard 7’, 52’            | c.p. | 18’, 46’, 65’ Ford |

### Finale
| Arbitro: | Karl Dickson (Wiltshire) |

| |              | |
| T. du Toit 26’ Ojomoh 49’ | mt           | 5’ v. Poortvliet 67’ Kata 75’ Ilione |
| Russell 26’, 49’ | tr           | 5’, 67’, 75’ Pollard |
| Russell 9’, 41’, 70’ | c.p.         | |
| · de Glanville · Cokanasiga · Ojomoh · C. Redpath · Muir · Russell · B. Spencer · 61’ Obano · 68’ Dunn · 61’ T. du Toit · 61’ Q. Roux · 68’ Ewels · T. Hills · Pepper · 61’ Reid | Formazioni   | · Steward · Radwan · Kata · Woodward 50’ · Hassell-Collins · Pollard · v. Poortvliet 54’ · N. Smith 68’ · Montoya 28’ · Heyes 63’ · Henderson · Chessum · H. Liebenberg · Reffell 29’ · Cracknell 71’ |
| · 61’ Barbeary · 61’ Bayliss · 61’ Stuart · 61’ F. v. Wyk · 68’ Annett · 68’ Molony                                                                                              | Sostituzioni | · Clare 29’ 54’ · Perese 50’ · Ilione 54’ · B. Youngs 54’ · Cole 63’ 69’ · J. Cronin 68’ · Rogerson 71’                                                                                               |
| Johann van Graan | Allenatori   | Michael Cheika |